# Florian Mausbach
Florian Mausbach (* 26. Mai 1944 in Koblenz) ist ein deutscher Stadtplaner. Von 1995 bis 2009 war er Präsident des Bundesamtes für Bauwesen und Raumordnung (BBR).

Florian Mausbach

## Ausbildung und Beruf
Florian Mausbach studierte Architektur an der TU Braunschweig und Städtebau mit dem Schwerpunkt Stadterneuerung an der TU Berlin. Im Sanierungsgebiet Kreuzberg eröffnete er gemeinsam mit Kommilitonen das „Büro für Stadtsanierung und Soziale Arbeit“, das sich gegen sogenannte „Kahlschlagsanierung“ und für den Erhalt des heute unter Denkmalschutz stehenden Hauses Bethanien einsetzte.
In Peking wirkte Mausbach danach fast zwei Jahre bis Herbst 1977 als Lektor und Übersetzer im Verlag für fremdsprachliche Literatur. Mit Wandzeitungen setzte er sich für den Reformer Deng Xiaoping ein und prägte den Begriff „Viererbande“ als Bezeichnung für die Linksradikalen um Mao Zedongs Witwe Jiang Qing. Zum Abschied aus China erhielt er ein Foto Deng Xiaopings mit dessen persönlicher Dankeswidmung.
Wieder in Deutschland, war Mausbach zunächst im Stadtsanierungsamt der Stadt Oberursel/Taunus tätig, danach bis 1990 als Stadtplaner bei der Stadt Frankfurt am Main, zuletzt als Leitender Baudirektor im Amt für Kommunale Gesamtentwicklung und Stadtplanung. Mausbach entwickelte in dieser Funktion Ideen für eine Hochhausgeneration von 150 bis 250 Metern Höhe.
Von 1990 bis 1995 war Mausbach Beigeordneter für das Planungs- und Bauwesen der Stadt Bielefeld.
1995 wurde Mausbach vom damaligen Bundesbauminister Klaus Töpfer zum Präsidenten der Bundesbaudirektion ernannt. Von 1998 bis 2009 war Mausbach Präsident des aus der Bundesforschungsanstalt für Landeskunde und Raumordnung und der Bundesbaudirektion fusionierten Bundesamtes für Bauwesen und Raumordnung (BBR).
Mausbach hatte durch sein Engagement in zahlreichen städtebaulichen und architektonischen Realisierungswettbewerben und als Bauherr des Regierungsumzugs entscheidenden Anteil am baukulturellen Werden der Bundeshauptstadt Berlin. 2010 propagierte er zusammen mit dem Architekturbüro Kleihues + Kleihues eine städtebauliche Neuordnung der Berliner City West mit Hochhausbebauung.
Der Erhalt eines Teilstücks des Regierungsbunkers der Bundesregierung in Ahrweiler als Museum des Kalten Krieges geht auf Mausbachs Initiative zurück.
Mausbach gehört zu den Initiatoren des Berliner Freiheits- und Einheitsdenkmals.
Als Vorsitzender des Vereins Architekturpreis e.V. gründete Florian Mausbach eine deutsch-polnische Initiative zum Wiederaufbau der Villa Wolf von Ludwig Mies van der Rohe in Gubin.
2017 veröffentlichte Florian Mausbach einen Aufruf mit über 70 prominenten Unterzeichnern für die Errichtung eines Denkmals in Berlin für die Opfer der deutschen Besatzung Polens 1939–1945.

## Privates
Florian Mausbach ist mit der Künstlerin Ursula Mausbach verheiratet und hat zwei Kinder. Er lebt in Berlin.

## Auszeichnungen
- 2008 Nationalpreis der Deutschen Nationalstiftung für das bürgerschaftliche Engagement für die Errichtung eines Freiheits- und Einheitsdenkmals in Berlin.[22]

## Werke (Auswahl)
- Bauten, die Staat machen. Erinnerungen und Geschichten von den Baustellen der Berliner Republik. Berlin Story Verlag 2022.
- Ideen für Berlin. Bausteine für eine Metropole. Band 6 der Reihe Grundlagen von DOM publishers. Berlin 2010.
- Bauten die Staat machen. In: Bundesamt für Bauwesen und Raumordnung (Hg.): Bau und Raum. Jahrbuch 2008/2009. Hamburg 2009, S. 22–27.
- Granit und Glas – Terrazzo und Majolika. In: Kunst am Bau. Die Projekte des Bundes in Berlin, hg. vom Bundesministerium für Verkehr, Bau- und Wohnungswesen. Tübingen, Berlin 2002, S. 11.
- Kleider machen Leute – Bauten machen Staat. Nationale Selbstdarstellung im öffentlichen Raum. Festschrift für Florian Mausbach. Bundesamt für Bauwesen und Raumordnung (Hg.). Bonn 2009.
- Berliner Kulturforum. Museumsinsel der Moderne – Diskussionsbeitrag. In: Bundesamt für Bauwesen und Raumordnung (Hg.): Bau und Raum. Jahrbuch 2004. Tübingen 2004, S. 56–64.
- Der Obelisk am Kulturforum. Wie ein Hochhaus im Kopf entsteht – Diskussionsbeitrag. In: Bundesamt für Bauwesen und Raumordnung (Hg.): Bau und Raum. Jahrbuch 2004. Tübingen 2004, S. 66–70.
- Die Unfähigkeit zu erinnern. Bundesamt für Bauwesen und Raumordnung (Hg.). Berlin 2006.
- Über Sinn und Ort eines nationalen Freiheits- und Einheitsdenkmals. Bundesamt für Bauwesen und Raumordnung (Hg.). Berlin 2008.
- Preußen und Amerika. In: „Bau und Raum 1999/2000“, Bundesamt für Bauwesen und Raumordnung. Hatje Cantz Verlag. Bonn 1999.
- Frankfurt am Main. Florian Mausbach. Bonechi Verlag Styria, Köln 1985.
- 13 Mäuse für Deng – aus der Sturm-und-Drang-Zeit eines Staatsbaumeisters. Als E-Book bei amazon.de erschienen. Berlin 2012.